# Юмжагийн Цеденбал
Юмжагийн Цеденба́л (Цэдэнбал) (монг. Юмжаагийн Цэдэнбал; 17 сентября 1916 — 10 апреля 1991) — государственный и партийный деятель Монгольской Народной Республики, генеральный секретарь Монгольской народно-революционной партии, Маршал МНР (1979).

## Ранняя биография
Родился в семье бедных скотоводов-дербетов на крайнем северо-западе Монголии в современном сомоне Давст Убсунурского аймака Монголии. В 1932 году северная часть Убсунурской котловины была передана Тувинской Народной Республике, а с 1944 года вместе с Тувой стала частью РСФСР. При уточнении советско-монгольской границы в 1958 году был произведён обмен участками приграничных территорий, в результате которого место рождения Цэдэнбала было передано в состав Монголии. До 9 лет не умел читать и писать.
В 1929 году, окончив начальную школу, поступил на рабфак Иркутского университета, по окончании учился и в 1938 году окончил Финансово-экономический институт в Иркутске, получив диплом 1-й степени. С 1931 года член Революционного союза молодёжи Монголии (ревсомола). После возвращения на родину работал преподавателем Улан-Баторского финансового техникума.

## Начало карьеры
Выдвинулся на руководящие должности при Чойбалсане. В 1939 году вступил в Монгольскую народно-революционную партию (МНРП). В 1939—1940 годах сначала заместитель, затем министр финансов, одновременно председатель Центрального банка Монголии.
С 1940 года член ЦК МНРП и член Президиума (с 1943 — Политбюро) ЦК МНРП. Занял должность Генерального секретаря ЦК МНРП в 23 года, в 1940 году. Осенью 1940 года разработал проект постановления об исключении из партии и предании суду ряда руководящих работников МНРП и ревсомола, лично арестовал в своём кабинете главу ревсомола Магсара. В 1942 году подписал секретное постановление о применении пыток к подследственным.
В 1941–1945 годах заместитель главнокомандующего и начальник Политуправления Монгольской народно-революционной армии (МНРА). В 1945–1952 годах заместитель председателя Совета Министров МНР и, одновременно, в 1945–1948 годах председатель Госплана. После смерти Чойбалсана в 1952 году также стал председателем Совета Министров (до 1974 года). С 1958 года первый секретарь ЦК МНРП. С 1974 года председатель Президиума Великого Народного Хурала МНР и главнокомандующий МНРА. Был почетным членом Академии наук МНР (с 1966), маршалом Монголии (1979).
Проводил намного более мягкую политику: при нём были освобождены из тюрем многие жертвы чойбалсановских репрессий, был разоблачён культ личности Чойбалсана, однако политика Чойбалсана официально не пересматривалась. Тем не менее, именно на начало правления Цэдэнбала приходится коллективизация сельского хозяйства (осуществлённая в относительно мягких формах), при нём произошло повышение уровня жизни крестьян-скотоводов, внедрение в их среду бесплатного здравоохранения, образования, ряда социальных программ. Начал индустриализацию страны с опорой на массированную экономическую помощь СССР и ряда других стран СЭВ. Сумел исключить из ЦК своих основных соперников, среди которых были Дашийн Дамба (1959), Дарамын Тумур-Очир (1962), Лувсанцэрэнгийн Цэнд (1963), а также «антипартийная группа» в составе Цогт-Очирына Лоохууза, Хоролсурэна Нямбуу и Бандийна Сурмаажава (декабрь 1964).

Памятник Цэдэнбалу в Улан-Баторе

Внешняя политика была направлена на укрепление связей с СССР и другими его союзниками. Привёл свою страну в СЭВ. Во время политических разногласий между СССР и КНР решительно встал на сторону СССР. Размещённые на территории Монголии советские войска, в отличие от других союзных стран, не формировали так называемую «группу войск», а непосредственно входили в состав Забайкальского военного округа.
Видную роль в политической жизни Монголии играла и жена Цэдэнбала, русская Анастасия Ивановна Цэдэнбал-Филатова, с которой Цэдэнбал познакомился во время партийной учёбы в Москве.
«Чувствовалось, что это властная женщина и, скорее всего, глава семьи… Кстати, даже в домашней обстановке Анастасия Ивановна называла мужа Цэдэнбалом. Это резало слух».

## После отставки
В августе 1984 года, после получения медицинского заключения о состоянии здоровья, составленного в Минздраве СССР освобождён от должности Генерального секретаря ЦК МНРП, Председателя Президиума Великого Народного Хурала МНР и оставлен в Москве (где находился в тот момент вместе с женой) на лечении. Новым Генеральным секретарём с его письменного согласия был избран Жамбын Батмунх. Пленум ЦК МНРП в марте 1990 года исключил его из партии и лишил всех привилегий. Указом Президиума Великого Народного Хурала МНР № 97 от 18 апреля 1990 года лишён звания героя МНР, героя труда МНР, государственных наград МНР и воинского звания маршала МНР. После смерти тело Цэдэнбала было привезено в Монголию, где он и был похоронен с почестями генерала армии. Указом Президента Республики Монголия № 60 от 31 октября 1997 года вышеупомянутый указ был отменён. Центральная улица города Улангома, столицы родного для Цеденбала Убсунурского аймака, носит название «улица Маршала Юмжаагийна Цэдэнбала».
В октябре 2013 года Логийн Цог, председатель Государственной комиссии по управлению и организации реабилитации политически репрессированных и вице-спикер Великого Государственного Хурала (парламента) Монголии, заявил о необходимости создания рабочей группы по изучению возможности полной реабилитации Цэдэнбала.

## Оценки деятельности
Заслуга Цеденбала состоит в том, что при его жизни в Монголии была произведена коллективизация сельского хозяйства, которая не сопровождалась массовыми репрессиями, массовым забоем или гибелью скота, бегством населения за границу, как это имело место в 1930-е годы, когда коллективизация, производимая Чойбалсаном, была отменена из-за совершенно катастрофических её последствий. Во второй половине 1950-х годов, напротив, опираясь на массированную экономическую и техническую помощь СССР, была создана система сельскохозяйственных кооперативов (нэгдэл), опирающаяся на сеть центральных усадеб (сомонов), где были сооружены больницы, школы-интернаты, почтовые отделения, магазины, клубы. Были основаны города Дархан и Эрдэнэт, ставшие промышленными центрами.
Созданная в эти годы эффективная система бесплатного здравоохранения привела к ликвидации эпидемий и социальных болезней, что привело к тому, что резко сократилась заболеваемость и смертность населения. Это привело к демографическому взрыву — население Монголии, которое до этого на протяжении всего XX века стагнировало на уровне 500—550 тыс. жителей, начало быстро увеличиваться. Созданная система народного образования впервые в истории Монголии обеспечила всеобщее среднее образование для молодёжи. Быстрый рост населения, с учётом ограниченности пастбищных ресурсов для расширения традиционного скотоводства, потребовал создания сети городов-аймачных (областных) центров, а также роста столицы Улан-Батора, но также расширялись и центральные усадьбы (сомоны). В городах и сомонных посёлках создавались учреждения и промышленные предприятия, не связанные с традиционным кочевым скотоводством, которые привлекали избыток рабочей силы.
В политической области в период правления Цеденбала были ликвидированы последствия культа личности Чойбалсана, был урегулирован пограничный вопрос, в результате чего в 1958 году было заключено соглашение о границе с СССР и граница приобрела свой современный вид. В советско-китайском конфликте Монголия заняла сторону СССР, из Монголии были высланы все этнические китайцы, а сама Монголия дала разрешение на размещение на своей территории войск Забайкальского военного округа Советской армии.
О нём снят художественный фильм «История не забудет» (2020) режиссёра Адъяадоржа Мунхсуха.

### Семья
Жена — Анастасия Ивановна Филатова с 1948 года, (1920—2001), многолетний председатель детского фонда МНР.
Сын (11—13 марта 1948), прожил три дня, умер от антисанитарии.
Сын Владислав (7 октября 1949—2000), работал заместителем представителя МНР в СЭВ, с распадом СЭВ потерял работу, оставался безработным до конца жизни, погиб в автокатастрофе.
Сын Зориг (род. 11 марта 1957), окончил биологический факультет МГУ, затем Академию внешней торговли в Москве, женат на уроженке Кяхты, Дариме, бурятке. Работал на биологическом факультете МГУ, затем биофизиком в институтах РАН, в Институте востоковедения, затем вышел на пенсию.
Внучка Анастасия (род. 15 января 1985), окончила Институт стран Азии и Африки при МГУ им. М. В. Ломоносова по специальности африканистика.

## Награды
Награды МНР:
- Герой Труда Монгольской Народной Республики (1961)
- Герой Монгольской Народной Республики (1966)
- 5 орденов Сухэ-Батора
- Орден Трудового Красного Знамени МНР
- 2 ордена Боевого Красного Знамени
- Знак «Участнику боёв у Халхин-Гола»
- медали

Иностранные награды:
- 3 ордена Ленина (1944, 16.09.1976, 16.09.1981)
- Орден Октябрьской Революции
- Орден Кутузова I степени (8 сентября 1945)
- 2 ордена Георгия Димитрова НРБ
- Орден «Большой крест возрождения Польши» ПНР
- Орден «Большая звезда Югославии» СФРЮ
- Орден Белого льва ЧССР
- Орден Карла Маркса ГДР
- Орден Дружбы народов ГДР
- Орден Государственного флага (КНДР) I степени
- Орден Знамени (ВНР)
- Орден «Хосе Марти» Кубы
- Золотая медаль имени Ф. Жолио-Кюри Всемирного совета мира
- медали СССР